# Тетрадекахлорид гексаниобия
Тетрадекахлорид гексаниобия — неорганическое соединение, 
соль металла ниобия и соляной кислоты
с формулой Nb6Cl14,
чёрные кристаллы,
не растворяется в воде.

## Получение
- Разложение при нагревании октахлорида триниобия в вакууме:

{\displaystyle {\mathsf {5Nb_{3}Cl_{8}\ {\xrightarrow {800-810^{o}C}}\ 2Nb_{6}Cl_{14}+3NbCl_{4}}}}

## Физические свойства
Тетрадекахлорид гексаниобия образует чёрные кристаллы
ромбической сингонии,
пространственная группа B bam,
параметры ячейки a = 1,2252 нм, b = 1,1019 нм, c = 1,3494 нм, Z = 4.
Практически не растворяется в воде и разбавленных щелочах, медленно меняется во влажном воздухе.